# Aleksandr Diteatin
Aleksandr Diteatin (în rusă Александр Дитятин; n. 7 august 1957, Leningrad, RSFS Rusă, URSS) este un gimnast artistic ce a reprezentat Uniunea Republicilor Sovietice Socialiste, medaliat olimpic. A participat la două ediții ale Jocurilor Olimpice (1976, 1980) în care a câștigat 3 medalii de aur, 6 medalii de argint și o medalie de bronz.